# Amsterdamsche Football Club Ajax 1967-1968
Questa voce raccoglie le informazioni riguardanti l'Amsterdamsche Football Club Ajax nelle competizioni ufficiali della stagione 1967-1968.

## Stagione
In questa stagione l'Ajax viene subito eliminato dalla Coppa dei Campioni (pareggio casalingo per 1-1 contro il Real Madrid e sconfitta per 2-1 nel ritorno ai tempi supplementari) ma alla fine arriva la vittoria del terzo titolo consecutivo. Buono anche il cammino nella KNVB beker: la squadra viene sconfitta in finale per 2-1 dal ADO Den Haag.

## Organigramma societario
Area direttiva
- Presidente:  Jaap van Praag

Area tecnica
- Allenatore:  Rinus Michels

## Rosa
Fonte
| N. |                        | Ruolo | Calciatore          |
| -- | ---------------------- | ----- | ------------------- |
|    | Paesi Bassi (bandiera) | P     | Gert Bals           |
|    | Paesi Bassi (bandiera) | P     | Heinz Stuy          |
|    | Paesi Bassi (bandiera) | D     | Barry Hulshoff      |
|    | Paesi Bassi (bandiera) | D     | Ton Pronk           |
|    | Paesi Bassi (bandiera) | D     | Wim Suurbier        |
|    | Paesi Bassi (bandiera) | D     | Ruud Suurendonk     |
|    | Paesi Bassi (bandiera) | D     | Theo van Duivenbode |
|    | Jugoslavia (bandiera)  | D     | Velibor Vasović     |

| N. |                        | Ruolo | Calciatore      |
| -- | ---------------------- | ----- | --------------- |
|    | Paesi Bassi (bandiera) | C     | Johan Cruijff   |
|    | Svezia (bandiera)      | C     | Inge Danielsson |
|    | Paesi Bassi (bandiera) | C     | Bennie Muller   |
|    | Paesi Bassi (bandiera) | A     | Sjaak Swart     |
|    | Paesi Bassi (bandiera) | A     | Henk Groot      |
|    | Paesi Bassi (bandiera) | A     | Piet Keizer     |
|    | Paesi Bassi (bandiera) | A     | Klaas Nuninga   |

## Statistiche

### Statistiche di squadra
| Competizione       | Punti | Totale | Totale | Totale | Totale | Totale | Totale |
| Competizione       | Punti | G      | V      | N      | P      | Gf     | Gs     |
| ------------------ | ----- | ------ | ------ | ------ | ------ | ------ | ------ |
| Eredivisie         | 56    | 34     | 27     | 4      | 3      | 96     | 19     |
| KNVB beker         | 6     | 7      | 6      | 0      | 1      | 18     | 7      |
| Coppa dei Campioni | -     | 2      | 0      | 1      | 1      | 2      | 3      |
| Totale             |       | 43     | 33     | 5      | 5      | 116    | 29     |